# Jules Pacius
Jules Pacius, né le 9 avril 1550 à Vicence et mort en 1635 à Valence, est un jurisconsulte italien.

## Biographie
Ayant embrassé, jeune encore, le protestantisme, Pacius fut contraint de s’éloigner de l’Italie où il s’était livré à l’étude avec beaucoup de succès. Dès l’année 1574 il se réfugia en Suisse à Genève. Disciple de François Hotman il y enseigna le droit romain, les Institutes (1575). En 1578 il épousa Zabetta Venturini, petite-fille de Bernardino Ochino. En 1580 il devint successeur de François Hotman et suppléant du lecteur ès arts en 1582-1583. À Genève il assura la tradition de l’humanisme juridique entre Hotman, Denys Godefroy et Jacques Godefroy. C’est en Hongrie, où il enseigna également durant quelque temps la philosophie et la jurisprudence.
À son retour, le duc de Bouillon le fit nommer professeur à Sedan en 1595. De là il sollicita et obtint son rappel à l'académie de Genève en 1596. On lui confia la chaire de droit et un cours de logique. Mais son penchant pour les Lullistes suscita la méfiance de la Compagnie des pasteurs. En 1597 il quitta Genève de nouveau pour aller enseigner à Nîmes puis en 1602 à Montpellier où il obtint une chaire et où il eut en 1602 Nicolas-Claude Fabri de Peyresc pour disciple et pour pensionnaire. L’année suivante, celui-ci le conduisit à Aix dans l’espoir de le convertir à la religion catholique. Mais Pacius s’étant aperçu de son dessein, s’éloigna de lui et retourna à Montpellier.
L’université de Valence lui offrit sa première chaire de droit et Lesdiguières intervint auprès de lui pour l’engager à l’accepter. Pacius était à Valence où il reprit la chaire de Jacques Cujas encore en 1619 âgé de 69 ans, époque où ses collègues réussirent à lui faire abjurer le protestantisme. Sa réputation se répandit dans toute l’Europe. On lui offrit des chaires de droit en Hollande, à Pise, à Padoue, etc.
Ayant choisi Padoue, il s’y rendit avec le quatrième de ses fils, Jacques Pacius, et fut reçu avec des honneurs extraordinaires dans toutes les villes où il passa. La république de Venise lui offrit le collier de l’ordre de Saint-Marc et accorda à son fils une chaire de professeur. Mais les prières de sa famille qu’il avait laissée à Valence l’obligèrent bientôt d’y revenir et il continua d’enseigner à l’Université de Valence jusqu’en 1635, époque où il mourut.
Il est souvent parlé de lui dans les délibérations du corps universitaire. Dès l’année 1621 on l’y voit figurer en qualité de premier docteur régent. Il eut avec ses collègues de fréquents démêlés qui provoquèrent, de part et d’autre, la publication de nombreux mémoires justificatifs où les règles de la charité fraternelle ne furent pas toujours bien observées, ce qui n’empêcha pas cependant l’université de confier à Pacius le soin et la gestion de ses affaires en plusieurs circonstances.
Jules Pacius a laissé un grand nombre d’ouvrages de droit et divers traités de philosophie. Il avait pour Cujas une vénération profonde, et disait communément qu’autant les jurisconsultes surpassaient les élèves, autant Cujas surpassait lui-même tous les jurisconsultes.

## Œuvres

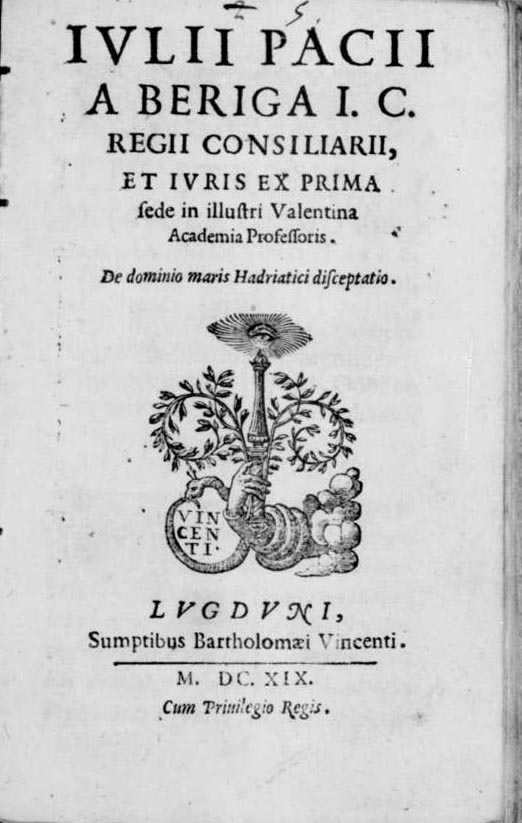
De dominio maris Hadriatici, 1619

- Imp. Caes. Iustiniani Institutionum libri IV, Adnotationibus ac notis doctiss. scriptorum illustrati & adaucti. Quibus adiunximus appendicis loco, leges XII tab. explicatas. Vlpiani tit. XXIX adnotatos. Caii libros II Institut. Studio & opera Ioannis Crispini At. In ac postrema editione accesserunt; Iul. Pacio I.C. auctore, Ginevra: apud Eustathium Vignon, 1578.
- Ἐναντιόφαν. seu Legum conciliatarum centuriae III, Spirae: typis Bernardi Albini, 1586.
- De rebus creditis, seu De obligationibus qua re contrahuntur, et earum accessionibus, ad quartum librum Iustinianei Codicis, Commentarius; accesserunt tres indices, Spirae Nemetum: apud Bernardinum Albinum, 1596.
- Tractatus de contractibus et rebus creditis, seu de obligationibus quae re contrahuntur et earum accessionibus, ad quartum librum Iustinianei Codicis, doctissimi cuiusdam I.C. commentarius. Accesserunt tres indices, vnus titulorum, eo quo explicantur ordine descriptorum, alter eorundem titulorum ordine alphabetico, tertius rerum & verborum in toto opere memorabilium, Parisiis: apud Franciscum Lepreus, 1598.
- (la) Isagogica in Institutiones imperiales, vol. 1, Lyon, Barthélemy Vincent, 1616 (lire en ligne)
- (la) Oeconomia iuris utriusque, tam civilis quam canonici, vol. 2, Lyon, Barthélemy Vincent, 1616 (lire en ligne)
- (la) Methodicorum ad iustinianeum Codicem libri, vol. 3, Lyon, Barthélemy Vincent, 1616 (lire en ligne)
- (la) Analysis Codicis, vol. 4, Lyon, Barthélemy Vincent, 1616 (lire en ligne)
- Artis Lullianae emendatae libri IV Quibus docetur methodus, ad inueniendum sermonem de quacumque re, Valentiae: apud Petrum Pinellum, 1618.
- (la) De dominio maris Hadriatici, Lyon, Barthélemy Vincent, 1619 (lire en ligne)